# Jacob van Campen
Jacob van Campen (Haarlem, 2 febbraio 1596 – Amersfoort, 13 settembre 1657) è stato un architetto e artista olandese del Secolo d'oro olandese.

## Biografia
Tra il 1615 ed il 1621 si recò in Italia, dove soggiornò nel Veneto, e a Vicenza incontrò lo Scamozzi.
Progettò il primo teatro in pietra di Amsterdam, dove vennero messe in scena le opere più importanti del celeberrimo drammaturgo neerlandese Joost van den Vondel. Inoltre fu l’architetto del Palazzo Reale di Amsterdam, costruito dal 1648, e il Mauritshuis, un edificio in cui lo stile palladiano è aggiornato al classicismo barocco olandese.
Costruì due castelli, a Rijswijk e Hondsholredijk distrutti nel 1800, e inoltre rimodernò il castello di Buren.